# Dries Boszhard

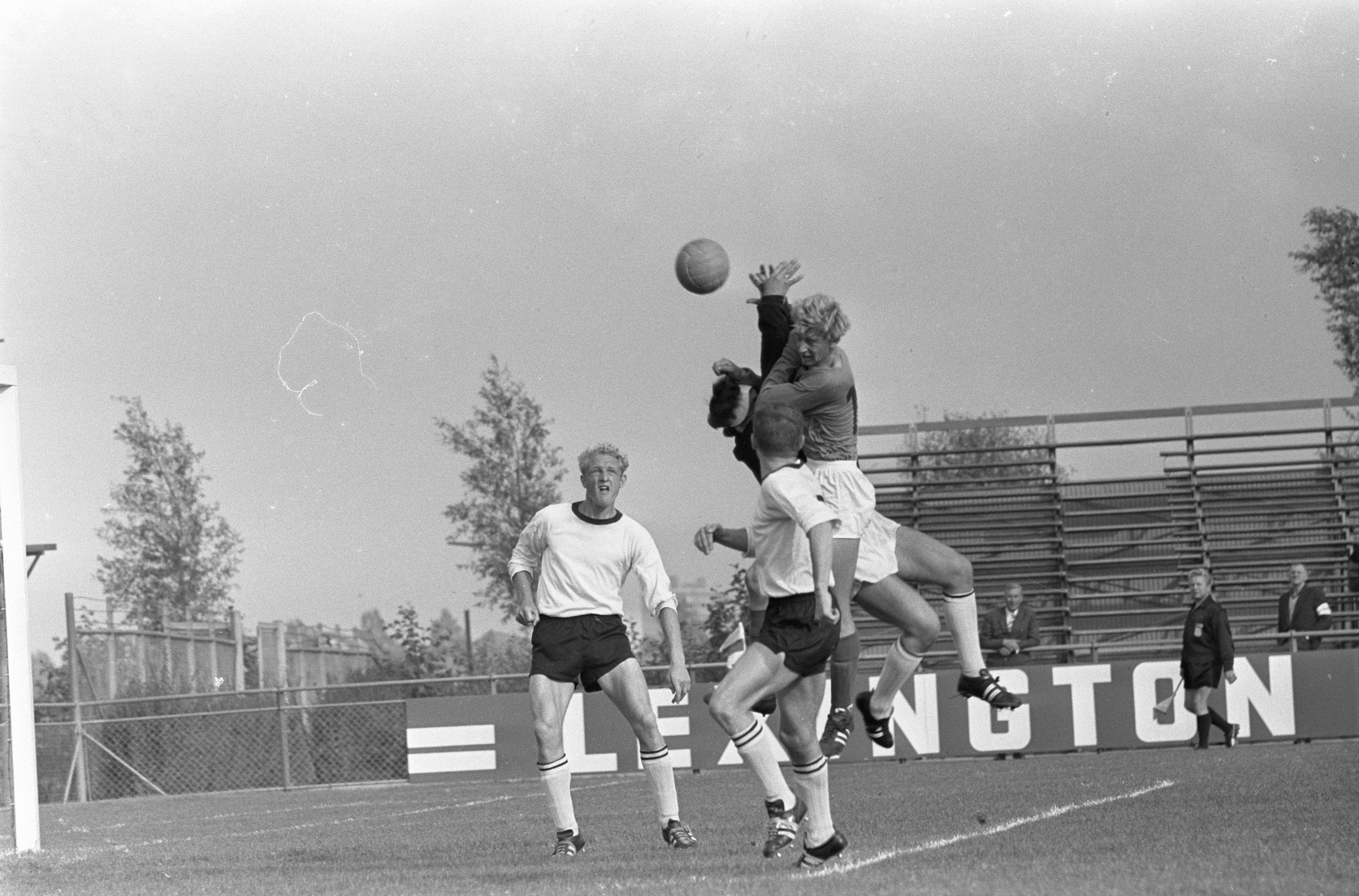
Dries Boszhard torent boven keeper Van Dijkhuizen van FC Den Bosch uit.

Dries Boszhard (Amsterdam, 9 maart 1948) is een voormalig profvoetballer van De Volewijckers, Haarlem en FC Amsterdam.
Boszhard brak in het seizoen 1966/1967 door bij De Volewijckers uit zijn geboorteplaats Amsterdam. Hij speelde hier onder meer samen met Co Adriaanse. De linkerspits speelde drie jaar met de hoofdstedelingen in de  eerste divisie waarna hij in 1969 de overstap maakte naar Haarlem dat net was gepromoveerd naar de eredivisie.
Bij de Roodbroeken groeide Boszhard uit tot een gevaarlijke vleugelaanvaller die regelmatig het net wist te vinden. Na de degradatie in 1975 maakte hij de overstap naar FC Amsterdam. Hier beëindigde hij een jaar later zijn loopbaan in het betaalde voetbal. Nadien speelde hij nog bij de amateurs van DRC.
Dries Boszhard is een oom van Carlo en Ron Boszhard.